# Vitaly Borisovich Volóshinov
Vitály Borísovich Volóshinov (en ruso: Виталий Борисович Волошинов; Berlín, Alemania, 20 de marzo 1947 - Moscú, Rusia, 28 de septiembre 2019) — Físico ruso - soviético, científico  en el área de la acusto – óptica, profesor emérito Universidad Estatal de Moscú.

## Biografía
Vitaly Borisovich terminó la facultad de física en la Universidad Estatal de Moscú en 1971. Con honores y mención laureada al mejor trabajo de grado.
Del año 1971 al año 1973 trabajó como ingeniero jefe – investigador en  el Instituto de investigación científica de instrumentos de ingeniería espacial Ruso.
En 1977 al terminar sus estudios de posgrado defendió su tesis doctoral en el tema “Control de haces luminosos utilizando difracción Bragg en un medio ópticamente anisótropo” en la especialidad No. 01.04.03 radio física y electrónica cuántica.
Desde 1976 — Investigador de la Facultad de Física MSU.
Desde 1992 — Profesor Asociado de la Facultad de Física MSU.
Formó 15 doctores (Ph.D).
Participante del proyecto Cuerpo de expertos en Ciencias Naturales, posee 1683 citas de sus trabajos desde el año 1976.
Murió repentinamente el 28 de septiembre de 2019 en Moscú.
Fue enterrado en el cementerio Mitinsky en Moscú.

## Investigaciones científicas
Director científico de proyectos y subvenciones de investigación a nivel nacional e internacional (CRDF, RFBR y otros).
En el año 1989 creó un filtro acústico-óptico de gran apertura (apertura óptica de hasta 52°) para el procesamiento de imágenes en los rangos de visible, IR cercano y medio.
En la década de los 90, V.B. Volóshinov fue el primero en proponer un filtro acústico óptico cuasi colineal basado en un cristal de paratellurita, que amplió significativamente las posibilidades y el rango de aplicación de dispositivos acústicos ópticos.
A comienzos de la década del 2000 V.B. Volóshinov junto con N.V. Polikárpova detectaron experimentalmente mediante el método acústico-óptico la reflexión posterior de las ondas acústicas en la interfaz entre dos medios. Desde ese momento, bajo su liderazgo, comenzó un estudio sistemático de este inusual fenómeno..

## Actividades de docencia
En la división de radio física, dio clases, conferencias y cursos especializados, supervisó prácticas de laboratorio de física en:
Comunicación óptica
Fundamentos físicos de la electro – óptica y la acústica óptica,
Interacción acusto-óptica en medios anisotrópicos,
Problemas modernos de la acusto – óptica,
Taller sobre física de las oscilaciones.

## Publicaciones
Publicó 335 artículos en revistas especializadas nacionales e internacionales,
Applied Optics, Optical Engineering, Journal Of Optics A: Pure And Applied Optics, Optics & Laser Technology, Optics Letters, Acta Physica Polonica A, Quantum Electronics, Physics of Wave Phenomena, Ingeniería de radio y electrónica, Vestnik Universidad Estatal de Moscú,
3 libros, 139 informes en conferencias, 222 resúmenes, 9 trabajos de investigación, 9 patentes, 2 membresias en juntas de redacción editorial,
6 membresías en comités de conferencias internacionales, 15 direcciones de tesis doctorales, 59 trabajos de maestría, 21 cursos académicos, presentaciones en los medios.
- Voloshinov, V. B.; Parygin, V. N. (1981). «Raman-Nath diffraction of light by ltrasonic in optacally anisotropic media». Technical Physics Journal Letters 7 (3): 145-148.
- Voloshinov, V. B.; Mironov, O. V. (1990). «Wide angular acousto-optic filter for middle infrared region of spectrum». Optics and Spectroscopy 68 (2): 452-457.
- Voloshinov, V. B. (1992). «Close to collinear acousto-optical interaction in paratellurite». Optical Engineering 31 (10): 2089-2094. doi:10.1117/12.58877.
- Voloshinov, V. B. (1993). «Anisotropic light diffracrion in tellurium dioxide syngle crystall». Ultrasonics 31 (5): 333-338.
- Voloshinov, V. B.; Molchanov, V. Y.; Mosquera, J. C. (1996). «Spectral and Polarization Analysis of images by means of Acousto-Optics». Optics and Laser Technology 28 (2): 119-127.
- V. Voloshinov and N. Gupta, Ultraviolet-visible imaging acousto-optic tunable filters in KDP, Applied Optics, vol.43, no 19, 1 July 2004, pp. 3901-3909[36]
- Voloshinov, V. B.; Polikarpova, N. V.; ivanova, Polina; Khorkin, V. S. (2018). «Acousto-optic control of internal acoustic reflection in tellurium dioxide crystal in case of strong elastic energy walkoff». Applied optics 2018. doi:10.1364/ao.57.000c19.

## Premios y Títulos
- Medalla “En memoria de los 850 años de Moscú” (1995)
- Profesor distinguido Universidad de Moscú (2007).[37]
- Profesor honorario de la International Science Foundation.[3]

## Literatura
- Zadorin, A. S. (2004). Dinámica de la interacción acusto – óptica. Tomsk: Universidad Estatal de Tomks. p. 352. ISBN 5-94621-096-3.

- Akis P. Goutzoulis, Dennis R. Pape, Sergey V. Kulakov, ed. (1994). Design and Fabrication of Acousto-Optic Devices. New York, Basel, Gong Kong: Marcel Dekker, Inc. ISBN 0-8247-8930-X.

- Yu. I. Kuznetsov, A. S. Logginov, I. I. Minakova (2006). Vladimir Vasilievich Migulin. Facultad de Física MSU.